# NGC 3496
NGC 3496 (другие обозначения — OCL 836, ESO 128-SC26) — рассеянное скопление в созвездии Киль.
Этот объект входит в число перечисленных в оригинальной редакции «Нового общего каталога».
В поле скопления имеются две разных популяций звёзд. Одна из них представлена звёздами спектральных классов B и A, а другая состоит по большей части из красных гигантов. Возраст популяций составляет 400 и 630 миллионов лет соответственно